# Muzeum Archeologiczne Środkowego Nadodrza w Świdnicy

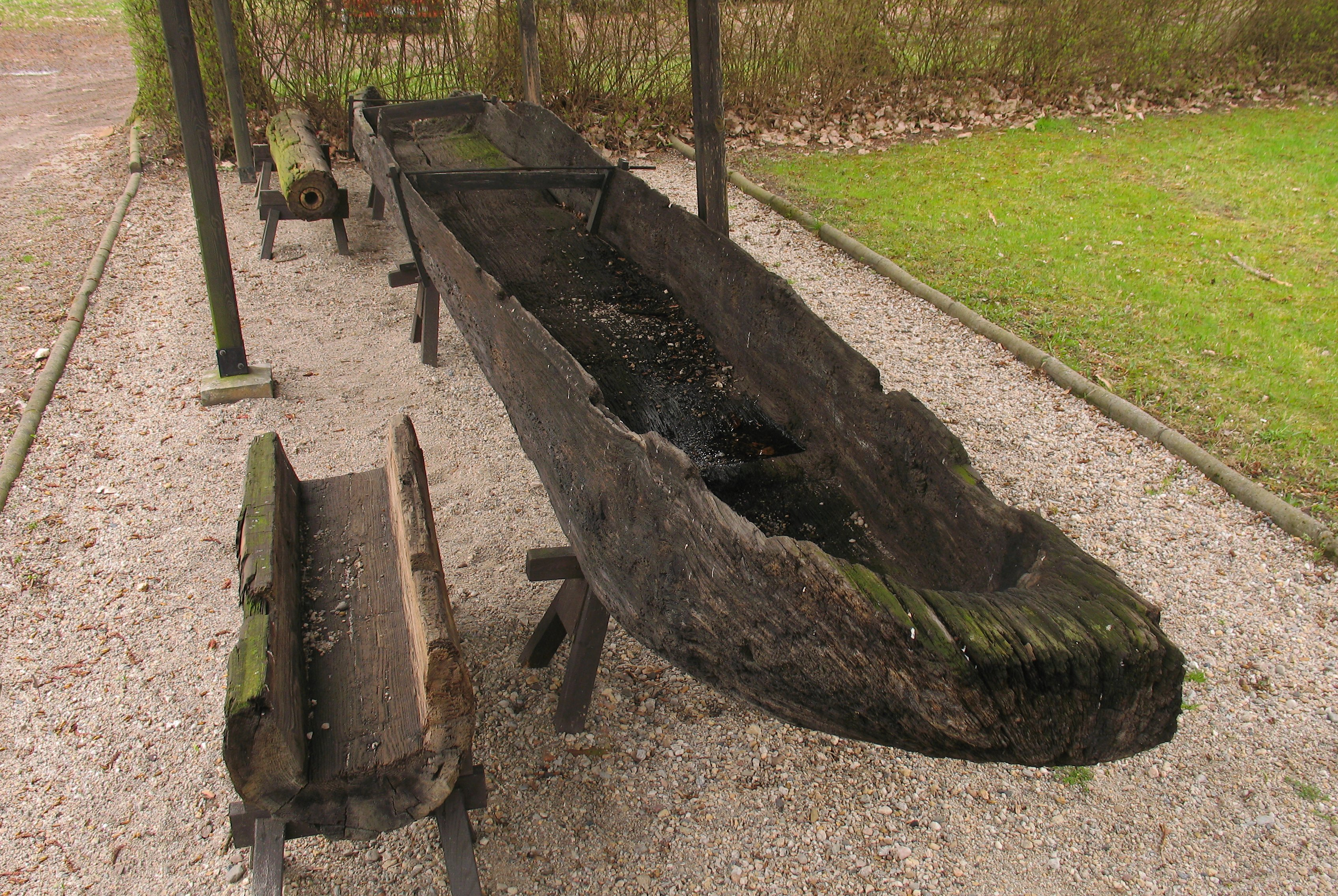
Dłubanka z X w. wystawiona w parku muzeum

Muzeum Archeologiczne Środkowego Nadodrza w Zielonej Górze z siedzibą w Świdnicy, muzeum archeologiczne w Świdnicy koło Zielonej Góry.

## Siedziba
Siedzibę placówki stanowi wzniesiony w 1602 renesansowy dwór zaprojektowany przez włoskiego architekta Alberta Antonio z Urbino, należący wcześniej do niemieckiej rodziny Kietliczów (von Kittlitz). 

## Ekspozycja
Muzeum dokumentuje ciągłość osadnictwa słowiańskiego na ziemiach nadodrzańskich oraz pradzieje i historię regionu do czasów nowożytnych. Większość prezentowanych zabytków archeologicznych pochodzi z własnych badań wykopaliskowych muzeum.

## Wystawy

### Wystawy stałe
Wystawy stałe prezentują następującą tematykę:
- Obrona granicy zachodniej Państwa Polskiego za panowania Piastów;
- Gospodarka ludności w średniowieczu na Środkowym Nadodrzu;
- Łowcy i rolnicy epoki kamienia na Środkowym Nadodrzu;
- Wicina – gród metalurgów sprzed 2500 lat.

### Wystawy czasowe
Wystawy czasowe dokumentują najnowsze znaleziska archeologiczne.